# Французька шкала

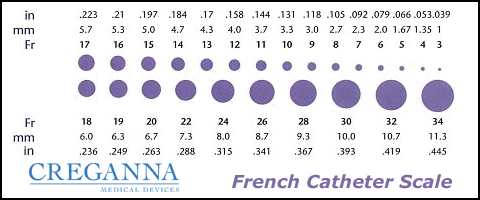
Французька шкала діаметрів катетерів

Французька шкала діаметрів катетерів (шкала Френча (англ. French catheter scale), шкала Шар'єра) — шкала для вимірювання зовнішніх діаметрів циліндричних медичних інструментів включно з урологічними катетерами (позначається F чи Fr). В цій шкалі діаметри в мм визначаються діленням на 3, таким чином, збільшення числа у французькій шкалі відповідає більшому діаметру:
{\displaystyle Fr=D/3},
де {\displaystyle D} дано в мм.
Французька шкала використовується для вимірювання зовнішнього діаметра катетера, а не внутрішнього дренажного каналу (внутрішнього діаметра). Так, наприклад, якщо двосторонній катетер 20 Fr порівняти з триходовим катетером 20 Fr, вони обидва мають однаковий зовнішній діаметр, але двосторонній катетер матиме більший дренажний канал, ніж триходовий. Триходові катетери вміщують додатковий канал для сполучення з однаковим зовнішнім діаметром.
Французька шкала є неметричною, що при переведенні з метричних одиниць призводить до похибки заокруглення, тобто за такого переведення втрачається точність. Перехід на метричну систему ускладнюється ще змішаним у Франції використанням метричних і імперських одиниць в медичних професіях з використанням катетерів.
Французьку шкалу запропонував в XIX столітті Жозеф Фредерік Бенуа Шар'єр (1803—1876 роки) — паризький виробник медичних інструментів . В деяких країнах, особливо франкомовних, ця одиниця позначається як Шар'єр (скорочення Ch).

## Таблиця відповідності розмірів
| Fr Шар'єр (Ch) | Діаметр (мм) | Діаметр (дюйми) |
| -------------- | ------------ | --------------- |
| 3              | 1            | 0,039           |
| 4              | 1,33         | 0,053           |
| 5              | 1,67         | 0,066           |
| 6              | 2            | 0,079           |
| 7              | 2,3          | 0,092           |
| 8              | 2,7          | 0,105           |
| 9              | 3            | 0,118           |
| 10             | 3,3          | 0,131           |
| 11             | 3,7          | 0,144           |
| 12             | 4            | 0,158           |
| 13             | 4,3          | 0,170           |
| 14             | 4,7          | 0,184           |
| 15             | 5            | 0,197           |
| 16             | 5,3          | 0,210           |
| 17             | 5,7          | 0,223           |
| 18             | 6            | 0,236           |
| 19             | 6,3          | 0,249           |
| 20             | 6,7          | 0,263           |
| 22             | 7,3          | 0,288           |
| 24             | 8            | 0,315           |
| 26             | 8,7          | 0,341           |
| 28             | 9,3          | 0,367           |
| 30             | 10           | 0,393           |
| 32             | 10,7         | 0,419           |
| 34             | 11,3         | 0,445           |